# كرونوفايزر

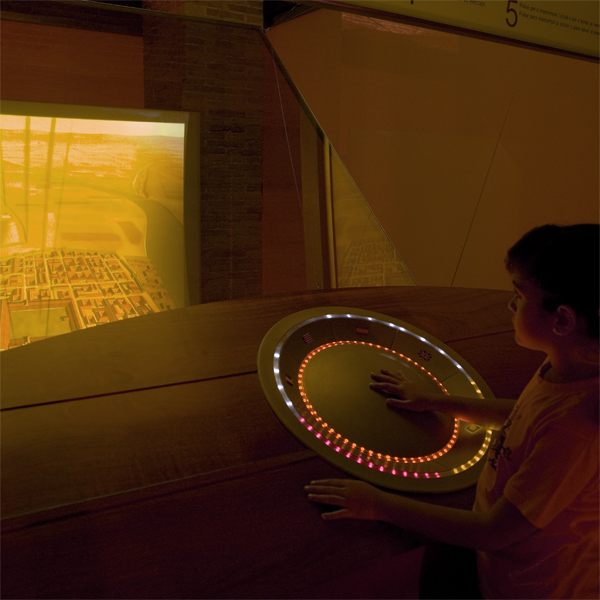

الكرونوفايزور باللاتينية chronovisor والتي تعني بالعربية (رؤية الزمن) وهي عباراة عن آلة لرؤية احداث الماضي ظهرت هذه الآلة الغريبة لأول مرة في كتابات رجل الدين المسيحي الكاثوليكي الأب فرانسوا برون في كتابه 2002 Le nouveau mystère du Vatican («سر الفاتيكان الجديد»). ويُذكر بأن برون هو مؤلف العديد من الكتب حول الخوارق والدين المسيحي.
في الكتاب، يزعم برون أن الكرونوفايزور تم بناؤه بواسطة بيليغرينو إرنيتي (1925 – 1994) وهو كاهن وعالم إيطالي. على الرغم من أن إرنيتي شخصًا حقيقيًا، إلا أنه لم يتم تأكيد وجود أو مشاهدة هذا الجهاز أبدًا في الفاتيكان وبحسب زعمه أن هذه الآلة مخبئة في أحدي الاماكن السرية التي يعرفها كبار رجال الفاتيكان مثل الكرادلة والبطريرك؛ إن قدراتها المزعومة تذكرنا بقوة بمشاهد الزمن الخيالي الذي يظهر في رواية الخيال العلمي لـ توماس إل . شيرّيد التي تعرف بأسم E for Effort والتي كتبت عام 1947.

## الخلفية
في أوائل الستينيات، بدأ إرنيتي في دراسة كتابات فرانسوا برون، وهو نفسه كاهن روماني ومؤلف. يزعم أن إرينتي انتهى بمساعدة براون في بناء الآلة بمساعدة من فريق مكون من اثني عشر عالمًا مشهورًا. وحدد اثنين منهم وهما إنريكو فيرمي وفيرنر فون براون. تم وصف جهاز الكرونوفايزور بأنه خزانة كبيرة مع أنبوب أشعة الكاثود لعرض الأحداث المستلمة وسلسلة من الأزرار والرافعات وعناصر التحكم الأخرى لتحديد الوقت والموقع المراد مشاهدته. ويمكنه أيضًا تحديد وتتبع أفراد معينين. وفقا لمخترعه، فقد عمل عن طريق استقبال وفك تشفير وإعادة إنتاج الإشعاع الكهرومغناطيسي الذي خلفته الأحداث الماضية. يمكنه أيضًا التقاط المكون الصوتي أو الموجات الصوتية المنبعثة من هذه الأحداث نفسها.
افتقر إرنيتي إلى أدلة دامغة لهذه الادعاءات. وقال إنه قد لاحظ، من بين الأحداث التاريخية الأخرى، مثل صلب المسيح وقام بتصويرها كذلك. قال إرنيتي إن نسخة من هذه الصورة ظهرت في عدد 2 مايو 1972 من مجلة La Domenica del Corriere ، وهي مجلة إخبارية أسبوعية إيطالية. ومع ذلك، ظهرت صورة شبه متطابقة (صورة طبق الأصل) لنحت خشبي من قبل النحات لورنزو كولولوت فاليرا ونجحت في التشكيك بحسب زعم إرنيتي
باستخدام جهاز الكرونوفايزور، قال إرنيتي إنه شهد، مشاهد أخرى من تاريخ روما مثل الاحداث التي جرت عام 169 قبل الميلاد حيث راي ممثلين يمثلون مسرحية تراجيدية ثيستيس التي نقلها أبو الشعر اللاتيني، كوينتوس إنيوس. الدكتورة كاثرين إلدريد من جامعة برينستون هي مؤلفة الترجمة الإنجليزية للنص والتي تم تضمينها كملحق للطباعة الأمريكية لكتاب بيتر كراسا عن الكرونوفايزور (انظر أدناه). تعتقد إلدريد أن إرنيتي كتب بالفعل المسرحية التي يفترض أنها قديمة. كما قدمه قريب مجهول من الأب إرنيتي، كان هناك اعتراف على فراش الموت، تم تضمينه في الطبعة الأمريكية من المسرحية، أن إرنيتي كتب نص المسرحية بنفسه وأن «صورة» المسيح كانت بالفعل «كذبة». وبحسب نفس «المصدر»، أكد إرنيتي أيضًا أن الآلة تعمل بشكل حقيقي وصحيح.
ومع ذلك، لا يصدق برون «اعتراف» إرنيتي وهو مقتنع بأن السلطات قد أجبرت إرنيتي على تقديم اعتراف كاذب عن ما شاهده.
الوجود المزعوم لجهاز الكرونوفايزور غذى سلسلة كاملة من نظريات المؤامرة، [من؟] مثل أن الجهاز تم الاستيلاء عليه ويستخدمه بالفعل كبار رجال الفاتيكان أو أولئك الذين يسيطرون سراً على الحكومات واقتصاد الدول في جميع أنحاء العالم.